# Ibrahim (cheval)
Pour les articles homonymes, voir Ibrahim (homonymie).
Ibrahim (né en 1952, mort en 1973) est un étalon bai de demi-sang, théoriquement Anglo-normand, mais enregistré comme Selle français. Particulièrement prolifique, ses descendants se sont illustrés au plus haut niveau en saut d'obstacles. Ibrahim devient célèbre après sa mort.

## Histoire
Ibrahim naît chez René Haize, le 18 avril 1952. Il est acheté pour 500 francs par le marchand de chevaux Alfred Lefevre, sur une foire locale. En 1956, ce jeune cheval est champion de sa classe d'âge. Il est vendu au Haras national de Saint-Lô, devenant étalon public de 1956 à 1973, à la station de monte de Sartilly, près de St-Lô. Il n'a que peu de succès à ses débuts, les étalons choisis par ce haras public n'étant pas testés pour leurs performances sportives.
Ibrahim reste assez peu connu de son vivant.

## Description
Ibrahim toise 1,64 m, porte une robe baie cerise et a un quart d'origines Pur-sang. L'éleveur Germain Levallois le décrit comme un étalon « très carré », avec un dos « comme une table ». Il cite aussi l'élégance de sa tête, « très large entre les deux yeux », et son allure « pétillant d'intelligence ».

## Descendance
Ibrahim a 315 poulains enregistrés. Il devient l'un des reproducteurs les plus employés dans les années 1960 et 1970. Son succès comme reproducteur est tardif, Ibrahim couvrant surtout des juments de trait normandes pendant ses premières années au haras. En 1957, il donne naissance à la jument Norvale : elle devient poulinière quelques années, avant de concourir au niveau international en saut d'obstacles avec Jean-Michael Gaud. D'autres descendants d'Ibrahim, tels que Petit Prince C et Quo Vadis, rencontrent le succès. Il faut toutefois attendre que Tango C effectue une carrière fructueuse en saut d'obstacles pour qu'Ibrahim devienne un étalon très recherché. Alors qu'il ne reproduisait que quelques fois par an jusqu'en 1966, il couvre désormais en moyenne 25 juments par an, avec un record de 54 juments en 1969. D'après l'éleveur Germain Levallois, il n'était pas rare que les 15 premiers poulains primés en concours d'élevage à cette époque soient tous des fils et filles d'Ibrahim. Almé, le père de Jalisco B, est son plus célèbre fils.
La qualité de sa progéniture est particulièrement remarquée pendant la grande semaine de Fontainebleau en 1970, où Alcazar D, Aurore C, Azimut, Arteban et Almé dominent tous les autres concurrents lors de la finale, tandis que la jument de cinq ans Val de Loire B remporte la compétition de sa classe d'âge. Un croisement fructueux est celui d'Ibrahim avec les filles d'Ultimate, un Pur-sang. Ibrahim a toujours une grande influence sur l'élevage actuel du cheval de sport.